# أندي كارول

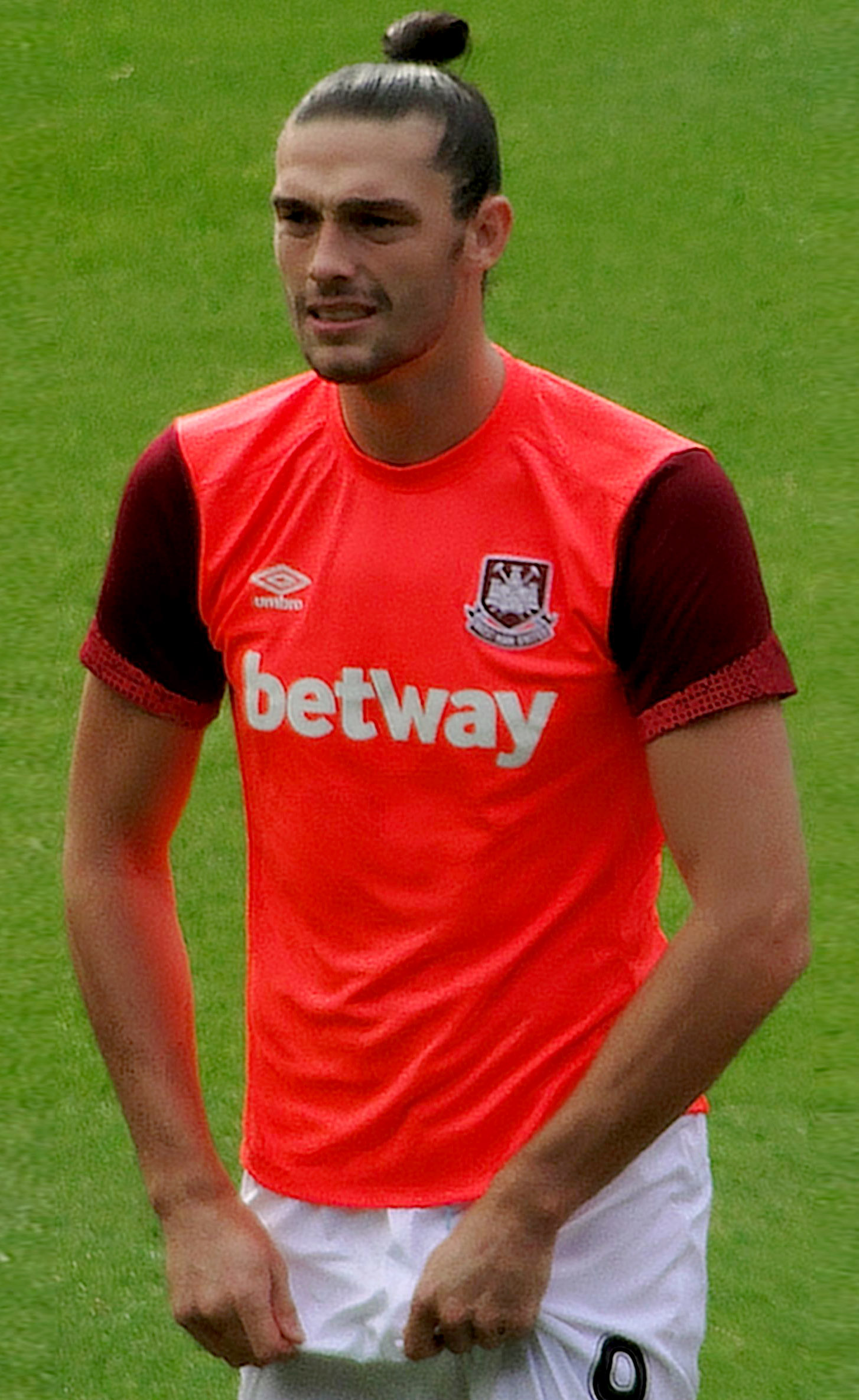

أندرو توماس كارول المشهور بـ  أندري كارول(بالإنجليزية: Andrew thomas Carroll)، من مواليد 6 يناير 1989 في جيتشيد في إنجلترا، لاعب كرة قدم إنجليزي يجيد اللعب في مركز الهجوم.
بدأ مسيرته الكروية مع نادي نيوكاسل يونايتد في عام 2006، وانتقل إلى نادي ليفربول في موسم 2010/2011 في فترة الانتقالات الشتوية بقيمة مالية كبيرة حوالي 35 مليون جنيه استرليني. ثم انتقل إلى ويست هام و بعد انتقل الي بوردو الفرنسي في الدرجة الثالثة ثم الرابعة الفرنسية و حالياً قد انتقل الي نادي داجنهام وريبريدج الناشط في الدرجة السادسة الإنجليزية

## روابط خارجية
- أندي كارول على موقع الاتحاد الدولي (مؤرشف)  (الإنجليزية)
- أندي كارول على موقع الاتحاد الأوربي (الإنجليزية)
- أندي كارول على موقع إي إس بي إن إف سي (الإنجليزية)
- أندي كارول على موقع قاعدة بيانات كرة القدم.إي يو (الإنجليزية)
- أندي كارول على موقع ليكيب (الفرنسية)
- أندي كارول على موقع ناشيونال فوتبول تيمز (الإنجليزية)
- أندي كارول على موقع Soccerbase.com (لاعب) (الإنجليزية)
- أندي كارول على موقع Soccerway.com (الإنجليزية)
- أندي كارول على موقع عالم كرة القدم.نت (الإنجليزية)
- أندي كارول على موقع كووورة